# Lago Macquarie (Nueva Gales del Sur)
El lago Macquarie (Awabakal: Awaba) es la laguna costera más grande de Australia. Situado en las áreas de gobierno local de la ciudad de Lake Macquarie y el Consejo de la Costa Central, en las regiones de Hunter y Costa Central de Nueva Gales del Sur, Australia, tiene una superficie de 110 kilómetros cuadrados y está conectado con el mar de Tasmania por un pequeño canal. La mayoría de los residentes de la ciudad de Lake Macquarie viven cerca de las orillas de la laguna.
El lago Macquarie es el doble de grande que el puerto de Sídney y es la laguna costera de agua salada más grande del hemisferio sur. Es un poco más pequeño que Port Stephens, que se encuentra a unos 43 km al noreste de la laguna.

## Historia
Los aborígenes de la nación awabakal vivieron durante miles de años en los alrededores de lo que hoy se conoce como el lago Macquarie. El nombre Awaba, que significa «superficie lisa», se utilizaba para describir la laguna. En esta zona y sus alrededores hay varios lugares importantes, entre los que se incluyen la cueva Butterfly, la reserva estatal Glenrock y la reserva natural de la isla Pulbah.
El lago Macquarie fue descubierto por primera vez por los europeos en julio de 1800 por el capitán William Reid, a quien se le había encomendado la tarea de obtener un cargamento de carbón de los filones aflorantes en la parte sur del río Hunter. Al confundir la isla Moon con Nobby's y la entrada al lago Macquarie en Swansea Heads con la desembocadura del río Hunter, obtuvo su carga de carbón de un filón aflorante en el promontorio sur de la entrada de la laguna, un promontorio conocido desde entonces como «Reid's Mistake» (el error de Reid), y así reveló accidentalmente a los colonos tanto la laguna como los yacimientos de carbón costeros de la zona. Como la ubicación parecía coincidir con la descripción que le habían dado, supuso que había llegado al Hunter. Solo al regresar a Sídney, Reid descubrió que no había viajado lo suficientemente al norte como para llegar al río Hunter. El nombre «Reid's Mistake» se utilizó para la laguna hasta 1826, cuando fue rebautizada en honor al gobernador Lachlan Macquarie.

## Geografía y medio ambiente
La laguna tiene una forma irregular y la tierra que la separa del océano solo tiene unos pocos kilómetros de ancho en la mayor parte de su longitud. Aunque hay varios islotes pequeños, arenosos y de baja altura en la laguna, algunos de los cuales se agrupan cerca de la desembocadura, la isla Pulbah, situada al sur de Swansea, es una isla grande que ofrece vistas desde acantilados rocosos.
El lago Macquarie está conectado con el mar a través de dos canales: el canal Swansea y el canal Lake Entrance. El canal Swansea mide aproximadamente 380 metros  de ancho y 2 kilómetros  de largo. Se une al canal Lake Entrance, que mide aproximadamente 900 metros de ancho por 2,2 kilómetros en los puentes de Swansea. Estos puentes se pueden levantar para permitir la entrada y salida de yates y otras embarcaciones de recreo más grandes a la laguna.
No hay ningún punto en la costa desde el que se pueda ver toda la extensión de la laguna y sus 174 km de costa. Sin embargo, se puede obtener una buena vista de ella desde los miradores de las montañas Watagan, situadas cerca.

### Área importante para las aves
Los bosques de eucalipto remanentes y fragmentados en los márgenes meridionales de la laguna han sido identificados por BirdLife International  como un Área Importante para las Aves (IBA) de 121 km2, ya que albergan un número significativo de loros migradores   y mieleros regentes en peligro de extinción. Las lechuzas enmascaradas y las águilas pescadoras anidan habitualmente en la IBA.

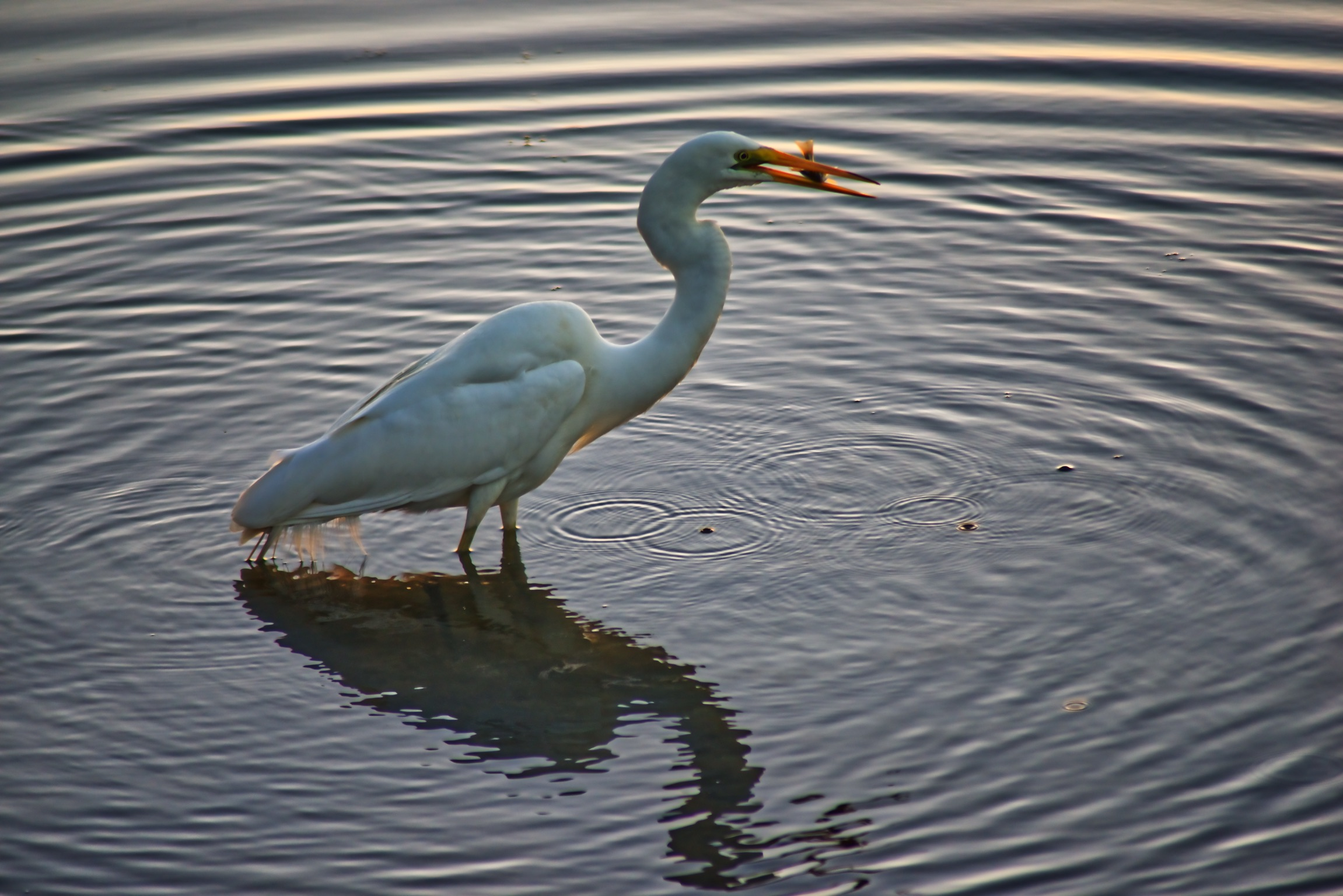
La garceta grande oriental capturando peces en el lago Macquarie

### Isla Pulbah
La Reserva Natural de la Isla Pulbah es una reserva natural protegida de 68 hectáreas que se encuentra en la parte sur de la laguna.   Con una longitud aproximada de 1,6 kilómetros, es, con diferencia, la isla más grande del lago Macquarie.
La isla Pulbah está administrada por el Servicio de Parques Nacionales y Vida Silvestre de Nueva Gales del Sur .   No hay estructuras permanentes en la isla y está deshabitada, aunque en el pasado existía una cabaña de mantenimiento en la isla. Pulbah es una palabra indígena australiana awabakal que significa "isla". 
La infestación de malezas en la isla es problemática. Se han realizado esfuerzos locales para eliminar y controlar especies de malezas como el arbusto Bitou, la Lantana y amor de hombre. También cuenta con árboles nativos como el eucalipto manchado .
Los canguros y los koalas fueron introducidos en la isla a principios del siglo XX, pero fueron exterminados por la caza ilegal. Las goannas son comunes en la isla.
Desde la isla se pueden ver claramente la península de Wangi Wangi, así como las centrales eléctricas de Eraring, Munmorah y Vales Point.
La isla tiene acantilados en los lados oeste y sur, así como en el lado sureste. El resto de la isla está bordeada de playas de arena, aunque la densidad de la vegetación garantiza que haya una playa mínima durante la marea alta. El lado este de la isla tiene una pequeña bahía que suele ser frecuentada por embarcaciones de recreo. No está permitido acampar en la isla. Se permite realizar excursiones y hacer picnics.
La isla Pulbah también es un sitio sagrado en la cultura aborigen del pueblo Awabakal y fue declarada lugar aborigen en 1982.

### Gestión ambiental

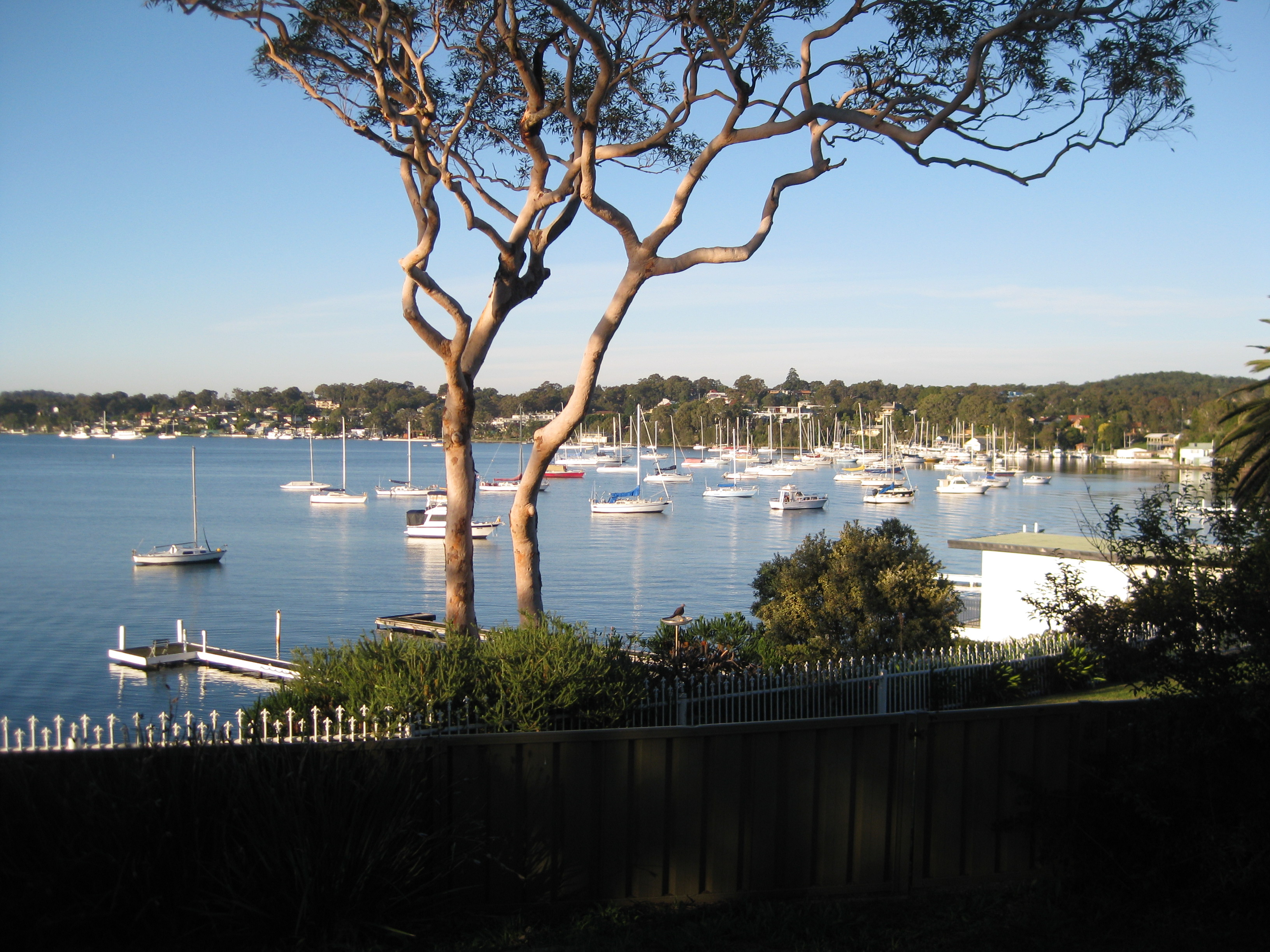
Lago Macquarie en Toronto

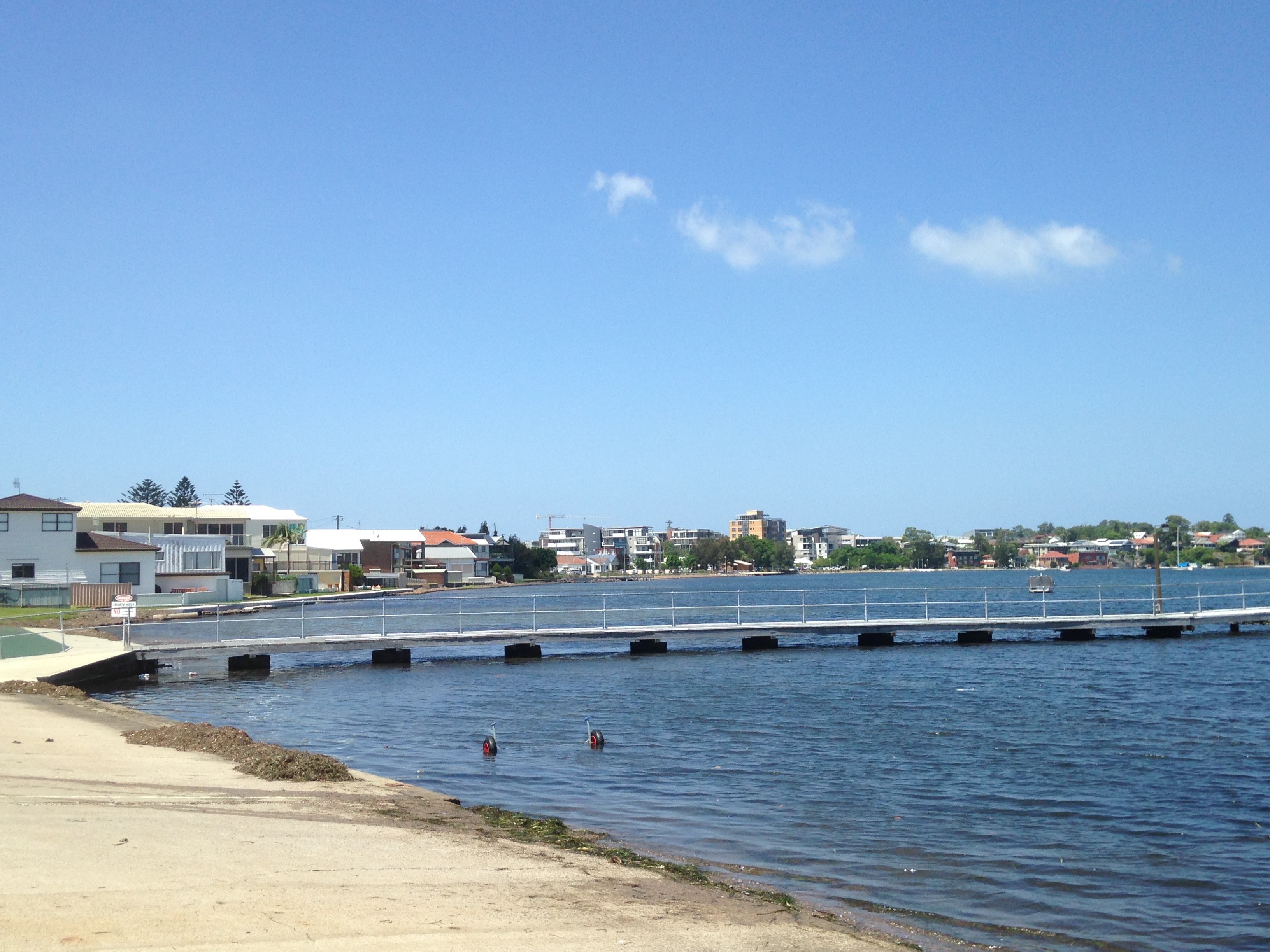
Costa del lago Macquarie en Belmont

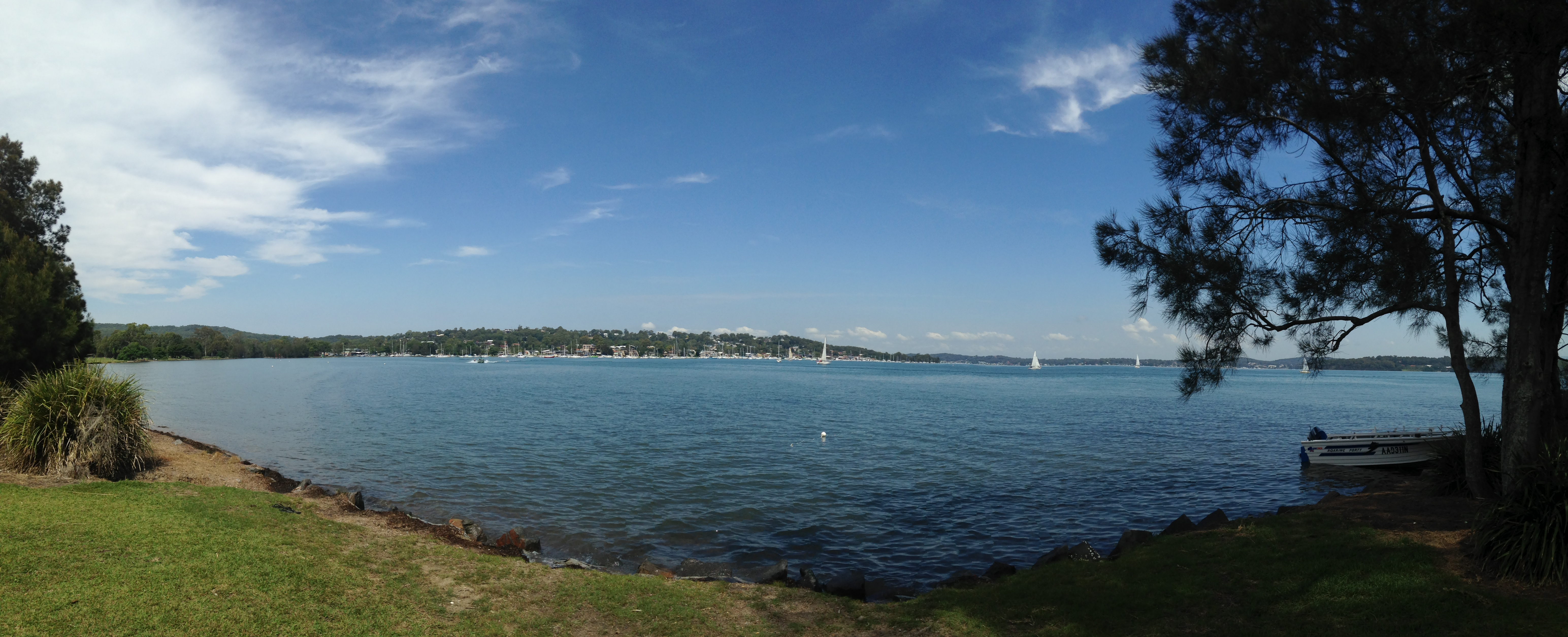
Lago Macquarie en la bahía de Croudace

En 1983, la Comisión Estatal de Control de la Contaminación realizó una investigación sobre las causas de la mala calidad del agua en la laguna. El informe final de esta investigación, conocido como "La Auditoría Ambiental del Lago Macquarie", identificó las principales causas de preocupación, destacando los principales problemas de sedimentación y enriquecimiento de nutrientes. Los niveles de sedimentación acelerada se estimaron en 75.000 toneladas     por año y los niveles de nutrientes habían mostrado un aumento sustancial como resultado de la urbanización. Un estudio preparado para el Ayuntamiento de Lake Macquarie en 1995 estimó que las cargas de sedimentos en el lago Macquarie fueron de 57.000 toneladas por año, lo que era muy diferente de las cargas de sedimentos anteriores al desarrollo europeo, estimadas en 6600 toneladas por año. 
En 1998, el entonces primer ministro de Nueva Gales del Sur, Bob Carr, anunció la formación de un grupo de trabajo bajo la presidencia del fundador de Clean Up Australia, Ian Kiernan . El informe del grupo de trabajo, conocido como "Marco de gestión integrada de estuarios y cuencas", fue aceptado por el Gabinete del Estado de Nueva Gales del Sur en febrero de 1999. El informe recomendó un acuerdo institucional único para la implementación a través de la creación de la Oficina del Coordinador del Lago Macquarie y de la Cuenca. Este acuerdo basado en la cooperación fue una iniciativa conjunta de la ciudad de Lake Macquarie y las antiguas áreas de gobierno local del Condado de Wyong (que ahora es el Consejo de la Costa Central ) en 1998, así como del Gobierno de Nueva Gales del Sur, con una importante financiación proporcionada por estos socios. Para supervisar el proceso de implementación, el entonces ministro de Conservación de Tierras y Aguas designó un comité conocido como el Comité de Gestión del Proyecto del Lago Macquarie. El comité estaría integrado por representantes de ambos consejos, la comunidad, directores regionales de los departamentos gubernamentales pertinentes y tres miembros ex officio. 
El plan de acción, conocido como Plan de Mejora del Lago Macquarie, hace hincapié en la integración física y administrativa, así como en la promoción de un enfoque gubernamental integral y una fuerte participación de la comunidad. Las obras físicas se centraron en abordar la causa de los problemas hídricos de la laguna, tratando la escorrentía de aguas pluviales dentro de la cuenca hidrográfica. Una vez más, se hizo hincapié en el uso de la ingeniería blanda y la restauración de los procesos ecológicos naturales siempre que fuera posible. Tras seis años en funcionamiento, en 2006 el Comité de Gestión del Proyecto del Lago Macquarie entró en su tercera fase.
Se utilizan una serie de indicadores de calidad del agua para supervisar y cuantificar las mejoras observadas en la calidad del agua por la comunidad. En general, el cuerpo de la laguna presenta bajas concentraciones de nutrientes, buena claridad del agua y excelentes niveles de oxígeno disuelto. Las actividades que reducen la cantidad de sedimentos y nutrientes que llegan al lago a través de la escorrentía de aguas pluviales han contribuido a mejorar la calidad del agua del lago Macquarie. Estas actividades incluyen la construcción de humedales, la instalación de dispositivos de tratamiento de aguas pluviales, la regeneración de la vegetación y una mayor concienciación de la comunidad local. 
La pesca recreativa ha mejorado gracias a que las poblaciones de peces han respondido a la reciente eliminación de la pesca comercial y al importante aumento de la calidad del agua, que se ha producido gracias a un programa medioambiental concertado entre el gobierno estatal y el ayuntamiento. Desde la colonización, el limo del lecho de la laguna ha aumentado en algunas zonas debido a las carreteras sin asfaltar, los arcenes y los efectos difusos de la urbanización. No obstante, la cantidad es mucho menor que en el cercano lago Munmorah y se puede nadar sin problemas. La profundidad media del agua es de aproximadamente 8 m, alcanzando una profundidad máxima de aproximadamente 15 m en la zona este de la isla Pulbah.
La laguna tiene un nivel elevado de mercurio. 

## Ocio
La pesca recreativa, la navegación, el kayak y el esquí acuático son actividades muy populares en la laguna. La popularidad del kayak está en aumento. También son muy populares la vela y las regatas, y la laguna cuenta con numerosos clubes náuticos, entre los que se incluyen: